# Frederick Shepherd Converse

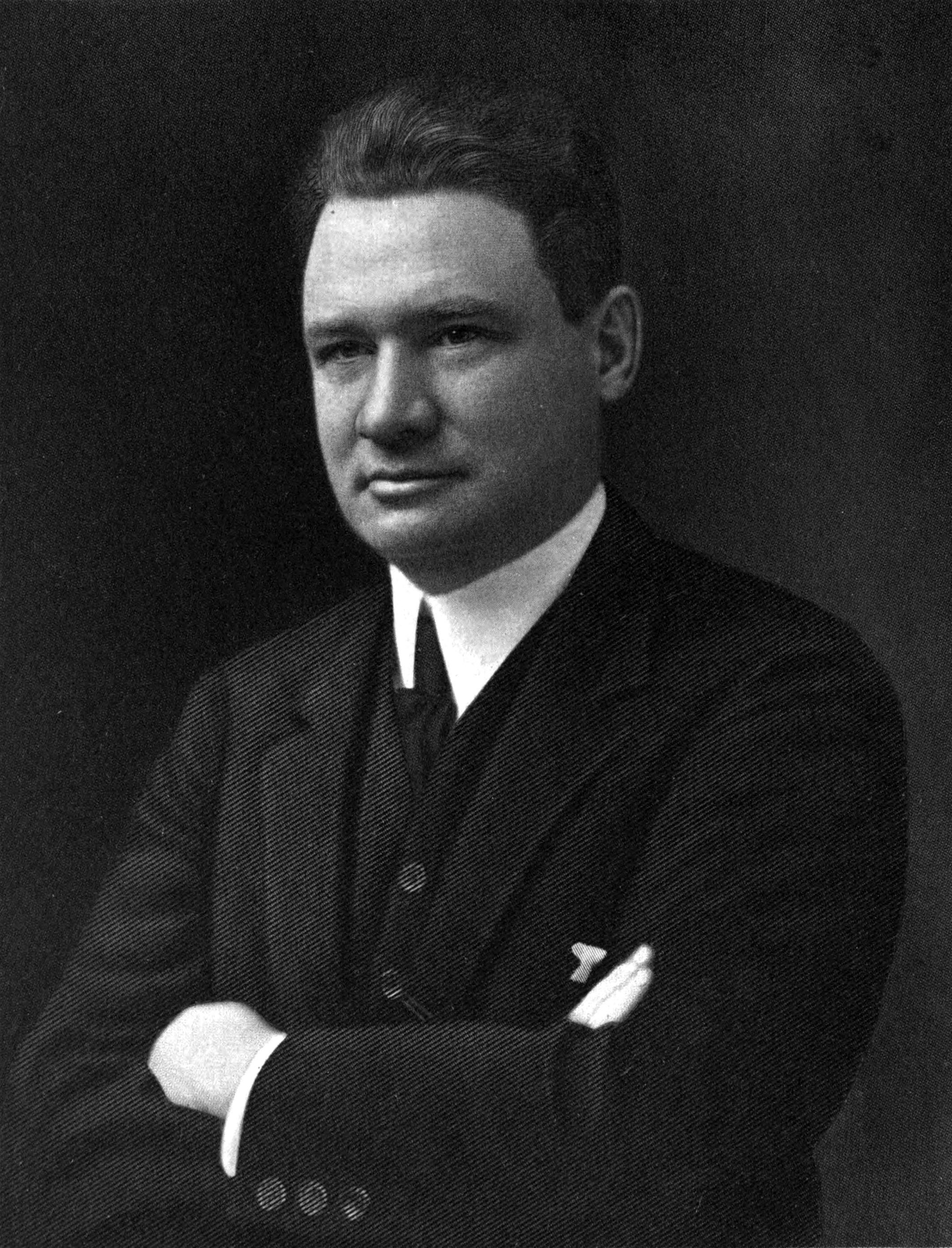
Frederick Shepherd Converse, 1918

Frederick Shepherd Converse (* 5. Januar 1871 in Newton, Massachusetts; † 8. Juni 1940 in Westwood, Massachusetts) war ein US-amerikanischer Komponist und Hochschullehrer.

## Leben
Converse wurde als jüngstes von sieben Geschwistern geboren und erhielt als Zehnjähriger ersten Klavierunterricht. Er studierte Musik zunächst an der Harvard University bei John Knowles Paine, danach von 1896 bis 1898 bei Joseph Rheinberger an der Akademie für Tonkunst in München. Von 1900 bis 1902 unterrichtete er Harmonielehre am New England Conservatory in Boston, von 1903 bis 1907 Komposition am Harvard College. 1908 bis 1914 war er Vizepräsident der Boston Opera Company. Während des Ersten Weltkriegs leistete er Militärdienst in der Massachusetts State Guard. 1920 kehrte er als Lehrer für Musiktheorie an das New England Conservatory zurück, ab 1931 wirkte er dort als Fakultäts-Dekan, bis ihn 1938 gesundheitliche Gründe zum Rücktritt veranlassten. 1908 wurde er in die American Academy of Arts and Letters und 1921 in die American Academy of Arts and Sciences gewählt.
Zu seinen bekanntesten Schülern zählen Alan Hovhaness (1911–2000) und Florence Price (1888–1953).

## Werk
Obgleich Converse im spätromantischen Stil seiner europäischen Zeitgenossen verwurzelt war, beschäftigte er sich in seinen Werken doch zunehmend mit spezifisch amerikanischen Themen. Um 1905 griff er Anregungen des französischen Impressionismus in Harmonik und Orchestrierung auf. Ab den späten 1920er Jahren modernisierte er seinen Stil weiter durch Einbeziehung von Bitonalität, Quartenharmonik und Dissonanzen. In seiner symphonischen Suite American Sketches (1928) und anderen Werken dieser Zeit griff er auch auf Jazz-Rhythmen und -Harmonien zurück.
Converse schrieb unter anderem 5 Opern und 7 Sinfonien. 1910 wurde seine 1905 entstandene Oper The Pipe of Desire als erstes Werk eines Amerikaners an der Metropolitan Opera in New York aufgeführt. Zu den heute noch bekanntesten Werken von Converse zählen die Sinfonische Dichtung The Mystic Trumpeter (1904) nach einem gleichnamigen Gedicht von Walt Whitman, das Orchesterstück Flivver Ten Million (Der zehnmillionste Fordwagen) von 1927 sowie die American Sketches von 1928.
Opern
- The Pipe of Desire (1906)
- The Sacrifice (1911)
- Sindbad (1913)
- The Immigrants (1914)
- Pageant and Masque of St. Louis (1940)